# سك رخامي
سُكّ رخامي أو عنكبوت اليقطين (الاسم العلمي Araneus marmoreus)، نوع عناكب من جنس السك وينتمي إلى فصيلة العنكبوت الغازل المداري. الإناث بطونها تشبه اليقطين البرتقالي. توجد في جميع أنحاء كندا إلى ألاسكا، شمال جبال الروكي، من نورث داكوتا إلى تكساس، ومن الشرق إلى المحيط الأطلسي، وكذلك في أوروبا.